# A Song for You (musikalbum av The Carpenters)
A Song for You är ett album av The Carpenters, släppt den 13 juni 1972.

## Låtlista
1. A Song For You - 4:42
2. Top Of The World - 2.58
3. Hurting Each Other - 2:47
4. It's Going To Take Some Time - 2:54
5. Goodbye To Love - 3:51
6. Intermission - 0:23
7. Bless The Beasts And Children - 3:07
8. Flat Baroque - 1:46
9. Piano Picker - 1:59
10. I Won't Last A Day Without You
11. Crystal Lullaby - 3:55
12. Road Ode -   3:45
13. A Song For You (Reprise) - 0:56